# (3283) Skorina
(3283) Skorina est un astéroïde de la ceinture principale.

## Description
(3283) Skorina est un astéroïde de la ceinture principale. Il fut découvert le 27 août 1979 à Naoutchnyï par Nikolaï Tchernykh. Il présente une orbite caractérisée par un demi-grand axe de 2,40 UA, une excentricité de 0,10 et une inclinaison de 6,9° par rapport à l'écliptique.

## Compléments